# UFC 62
UFC 62: Liddell vs. Sobral（ユーエフシー・シックスティツー：リデル・バーサス・ソブラル）は、アメリカ合衆国の総合格闘技団体「UFC」の大会の一つ。2006年8月26日、ネバダ州ラスベガスのマンダレイ・ベイ・イベント・センターで開催された。
サブタイトル「Liddell vs. Sobral」の文字通り、メインイベントでは、UFC世界ライトヘビー級王者チャック・リデルと挑戦者レナート・ババルのUFC世界ライトヘビー級タイトルマッチが行われた。

## 大会概要
本大会では岡見勇信、アラン・ベルチャー、デビッド・ヒース、コーリー・ウォームスリー、エリック・シェイファー、ジェイミー・ヴァーナー、クリスチャン・ウェリッシュがUFCに初参戦。
メインイベントではリデルがババルをTKOで下し、3度目の王座防衛に成功した。

## 試合結果

### プレリミナリィカード
第1試合 ミドル級 5分3R
○  岡見勇信 vs.  アラン・ベルチャー ×
3R終了 判定3-0（30-27、30-27、29-28）
第2試合 ライトヘビー級 5分3R
○  デビッド・ヒース vs.  コーリー・ウォームスリー ×
1R 2:32 チョークスリーパー
第3試合 ライトヘビー級 5分3R
○  ウィウソン・ゴヴェイア vs.  ウェス・コームズ ×
1R 3:23 チョークスリーパー
第4試合 ライトヘビー級 5分3R
○  エリック・シェイファー vs.  ロブ・マクドナルド ×
1R 2:26 肩固め

### メインカード
第5試合 ライト級 5分3R
○  エルメス・フランカ vs.  ジェイミー・ヴァーナー ×
3R 3:31 腕ひしぎ十字固め
第6試合 ヘビー級 5分3R
○  シーク・コンゴ vs.  クリスチャン・ウェリッシュ ×
1R 2:51 KO（左膝蹴り）
第7試合 ウェルター級 5分3R
○  ニック・ディアス vs.  ジョシュ・ニアー ×
3R 1:42 チキンウィングアームロック
第8試合 ライトヘビー級 5分3R
○  フォレスト・グリフィン vs.  ステファン・ボナー ×
3R終了 判定3-0（30-27、30-27、30-27）
第9試合 UFC世界ライトヘビー級タイトルマッチ 5分5R
○  チャック・リデル vs.  レナート・ババル ×
1R 1:35 TKO（レフェリーストップ：パウンド）
※リデルが王座の3度目の防衛に成功。

### 各賞
ファイト・オブ・ザ・ナイト： エルメス・フランカ vs. ジェイミー・ヴァーナー
ノックアウト・オブ・ザ・ナイト： チャック・リデル
サブミッション・オブ・ザ・ナイト： ニック・ディアス